# 前田佳織里
前田 佳織里（まえだ かおり、1996年4月25日 - ）は、日本の女性声優、歌手。福岡県北九州市出身。アミューズ所属。

## 経歴
バンド活動で創作活動を通して仲間と何かを成し遂げる面白さに気付き、『声優かっ!』を読んでコンプレックスを糧に成長するヒロインに触発され声優を目指し上京。
2016年、合同オーディション「2016声優アーティスト育成プログラム・セレクション」に参加し、演技の経験が無いものの博多弁で自己PRをしたり田村ゆかりの「fancy baby doll」をカラスの真似をして歌い最終審査でグランプリを獲得。
2017年7月1日、アニメ『100%パスカル先生』で声優デビュー。
2020年、アニメ『球詠』の武田詠深役でアニメ初主演。
2022年11月27日、同郷の声優・金子有希と共に『北九州市観光大使』に就任。
2023年、DMM music / Astro Voiceよりソロデビュー。同年、第17回声優アワードにて、「虹ヶ咲学園スクールアイドル同好会」として歌唱賞を受賞。
2025年4月27日、ソロ名義での初ワンマンライブ『Are You Ready?』を東京・LINE CUBE SHIBUYAで開催。

## 人物
- 一人っ子[11]。利き腕は両腕[12]、靴のサイズは20cm[13]。趣味・特技は麻雀[14][15]、歌うこと[14]、FPS[2][15]、前方倒立回転[2][16]。
- 感銘を受けた本は『ダレン・シャン』で、小学生の時に読んで以来読書好きになった[2]。好きな音楽はバンド系とVOCALOID。好きなバンドはMrs. GREEN APPLE。好きなアーティストはLiSAと米津玄師[2]。北九州市で行われている高校生バンド大会で準優勝している[2]。
- オーディションで初めて受かった役は『ウマ娘』のナイスネイチャ。初めての歌のレコーディングが「うまぴょい伝説」で、当時は難しい曲だと思っていたが新人のうちにしっかり基礎を培うことができたという[17]。
- 声優としてのターニングポイントになった役に『アイカツスターズ!』の双葉アリアを挙げている[2]。
- 日本酒好きであり、名酒センター主催の日本酒イベント「Tokyo SAKE Collection2021」へ出演している[18]。
- 武田信玄の子孫を自称している（本人曰く、ほぼ確定）[19][20]。なお武田信玄の子孫については、1915年に大正天皇が武田信玄の治水への貢献に対して従三位を贈ろうとしたところ、正統の武田家子孫を名乗る家が多数(36家)も出たため、山梨県が10年以上かけて調査を行い、子孫が判明しているため、子孫でない可能性が高い[21][22]。

## 出演
太字はメインキャラクター。

### テレビアニメ
2017年
- 100%パスカル先生（男子生徒2、女子3、パスカルジュニア2、子供、ヒーローパスカルBOY / ヒーローパスカルヤング 他）
- 恋と嘘（女子）
- アイカツスターズ!（2017年 - 2018年、双葉アリア）
- アニメガタリズ（女子生徒）

2018年
- ウマ娘 プリティーダービー（2018年 - 2023年、ナイスネイチャ） - 3シリーズ
- グラゼニ（ホステス）
- Back Street Girls -ゴクドルズ-（立花マリ）
- プラネット・ウィズ（アナウンス、女子アナウンサー）
- ソードアート・オンライン アリシゼーション（2018年 - 2019年、セルカ） - 2シリーズ
- 叛逆性ミリオンアーサー（マギー）

2019年
- けものフレンズ2（ジャイアントパンダ）
- 荒野のコトブキ飛行隊（ミユリ）
- ぼくたちは勉強ができない（猪森） - 2シリーズ
- フルーツバスケット（2019年 - 2020年、チエ） - 2シリーズ
- ダンジョンに出会いを求めるのは間違っているだろうかII（リーシャ）
- けだまのゴンじろー（店員）
- Dr.STONE（サファイア）
- からかい上手の高木さん2（ミナ妹）
- 神田川JET GIRLS（2019年 - 2020年、緑川ゆず）
- アイカツオンパレード!（2019年 - 2020年、双葉アリア）

2020年
- 異種族レビュアーズ（ティエス）
- あひるの空（女子生徒、女子高生、西条女子生徒）
- 球詠（武田詠深）
- ミュークルドリーミー（チア部女子）
- うまよん（ナイスネイチャ）
- ラブライブ!虹ヶ咲学園スクールアイドル同好会（2020年 - 2022年、桜坂しずく） - 2シリーズ
- ご注文はうさぎですか? BLOOM（生徒会役員）

2021年
- WIXOSS DIVA(A)LIVE（まやや）
- 戦闘員、派遣します!（ティリス）
- 転生したらスライムだった件 転スラ日記（ドリス）
- NIGHT HEAD 2041（双海翔子）
- プラチナエンド（山田美々々）
- ワッチャプリマジ!（2021年 - 2022年、嘆きのクリムゾン）

2022年
- 怪人開発部の黒井津さん（黒井津燈香）
- おにぱん!（桃園桃）
- RPG不動産（リリィ）
- 虫かぶり姫（カロライン）

2023年
- にじよん あにめーしょん（2023年 - 2024年、桜坂しずく） - 2シリーズ
- イジらないで、長瀞さん 2nd Attack（折原）
- クールドジ男子（女子高生）
- 老後に備えて異世界で8万枚の金貨を貯めます（サビーネ）
- もののがたり（かおちゃん）
- 異世界召喚は二度目です（エルカ・ヴェルソー）
- 異世界でチート能力を手にした俺は、現実世界をも無双する〜レベルアップは人生を変えた〜（レクシア・フォン・アルセリア）
- 青のオーケストラ（米沢千佳）
- 鬼滅の刃 刀鍛冶の里編（不死川寿美）
- 七つの魔剣が支配する（ステイシー＝コーンウォリス）
- 聖者無双〜サラリーマン、異世界で生き残るために歩む道〜（ルーシィー）
- ととのえ!サクマくん by &sauna（サクマくん）
- 婚約破棄された令嬢を拾った俺が、イケナイことを教え込む（ナタリア・エヴァンズ）

2024年
- 魔法少女にあこがれて（花菱はるか / マジアマゼンタ）
- ぽんのみち（十返舎なしこ）
- 勇気爆発バーンブレイバーン（ホノカ・スズナギ）
- 悪役令嬢レベル99 〜私は裏ボスですが魔王ではありません〜（アリス）
- ハズレ枠の【状態異常スキル】で最強になった俺がすべてを蹂躙するまで（高雄樹）
- 2.5次元の誘惑（天乃リリサ）
- 先輩はおとこのこ（大我小夏、ひよこ）
- 転生したらスライムだった件（ドリス）
- エルフさんは痩せられない。（骨田）
- ダンダダン（2024年 - 2025年、ミーコ） - 2シリーズ
- パーティーから追放されたその治癒師、実は最強につき（ナルセーナ）
- 最凶の支援職【話術士】である俺は世界最強クランを従える（リーシャ）

2025年
- 黒岩メダカに私の可愛いが通じない（白浜美波）
- クラスの大嫌いな女子と結婚することになった。（桜森真帆）
- Übel Blatt〜ユーベルブラット〜（エルサリア）
- 異修羅（汚れた地のルメリー）
- ある魔女が死ぬまで（アンナ）
- 中禅寺先生物怪講義録 先生が謎を解いてしまうから。（日下部栞奈）
- 俺は星間国家の悪徳領主!（リアム〈幼少期〉）
- 異世界黙示録マイノグーラ〜破滅の文明で始める世界征服〜（メアリア）
- 強くてニューサーガ（ミレーナ）
- 神椿市建設中。（里中摩琥）
- ばっどがーる（水鳥水花）
- 異世界マンチキン -HP1のままで最強最速ダンジョン攻略-（リヴェルナ・ダーク）

### 劇場アニメ
- フラ・フラダンス（2021年、オハナ・カアイフエ[69]）
- 夏へのトンネル、さよならの出口（2022年）
- 映画 ラブライブ!虹ヶ咲学園スクールアイドル同好会 完結編（2024年 - 2025年、桜坂しずく[70][71]） - 全3章[一覧 8]
- 怪盗クイーンの優雅な休暇（2025年、冥美[72]）

### OVA
- 神田川JET GIRLS ここから始まる東京ガールズプロモーション（2020年、緑川ゆず）
- ラブライブ!虹ヶ咲学園スクールアイドル同好会 NEXT SKY（2023年、桜坂しずく[73]）

### Webアニメ
- 旅はに（2021年 -、北山なぎ[74]）
- アサルトリリィ ふるーつ（2021年、今叶星[75]）
- 川崎競馬 PRアニメーション『二人の“馬の日”』（2021年[76]）
- ゲーム『ウマ娘 プリティーダービー』1st Anniversary Special Animation（2022年、ナイスネイチャ[77]）
- 風都探偵（2022年、チーム・メグたん[78]）
- トニカクカワイイ 女子高編（2023年、二子玉ジェシー[79]）

### ゲーム
2017年
- データカードダス アイカツスターズ!（双葉アリア）
- デスティニーチャイルド（ダヌ）
- 天華百剣 -斬-（千子村正）
- 刻のイシュタリア（2017年 - 2018年、ケイ、カルポー、バニヤン、セレイラ、サンジェルマン）
- モン娘☆は〜れむ（カーリス）

2018年
- キングスレイド（ミリアンヌ）
- ラブライブ! スクールアイドルフェスティバル（2018年 - 2023年、桜坂しずく）
- データカードダス アイカツフレンズ!（双葉アリア）
- アイカツ! フォトonステージ!!（双葉アリア）
- 世界樹の迷宮X
- 温泉むすめ ゆのはなこれくしょん（強羅かんな）
- キュイディメ（ガレット・デ・ロワ、過橋米線）
- 共闘ことばRPG コトダマン（ジャイアントパンダ）
- プレカトゥスの天秤（クスノキ・サエ）

2019年
- クイズRPG 魔法使いと黒猫のウィズ（メイマオ・ジーシン、ブレンダ・クルーガー）
- モンスターストライク（2019年 - 2025年、ロイロット博士、ミラ、スケルツァンド、サーラサ、ズィーベン、天乃リリサ）
- LINE ゴッタマゼイヤー（野戦病院の堕天使キャロル）
- ラブライブ! スクールアイドルフェスティバル ALL STARS（2019年 - 2023年、桜坂しずく）
- データカードダス アイカツオンパレード!（双葉アリア）
- アトリエオンライン 〜ブレセイルの錬金術士〜（エオス）
- ソードアート・オンライン アリシゼーション・ブレイディング / アンリーシュ・ブレイディング（セルカ）
- 錬神のアストラル（ジェニファー・ホープ）

2020年
- 神田川JET GIRLS（緑川ゆず）
- 八月のシンデレラナイン（2020年 - 2023年、條島もも、武田詠深）
- ワールドフリッパー（ミズチ）
- ソードアート・オンライン アリシゼーション リコリス（セルカ）
- きららファンタジア（2020年 - 2022年、住良木うつつ、武田詠深）
- けものフレンズ3（ジャイアントパンダ）
- SHOW BY ROCK!! Fes A Live（れっぱにょ）

2021年
- アサルトリリィ Last Bullet（今叶星）
- ウマ娘 プリティーダービー（2021年 - 2024年、ナイスネイチャ）
- ステーションメモリーズ!（花畑もえ）
- ブラウンダスト（キィ）
- 白夜極光（スモーキー）

2022年
- プリンセスコネクト！Re:Dive（2022年 - 2024年、クリア / TYPE-Q・レーテ / 久央りあ）
- ディオフィールド クロニクル（アイゼレア・ウィガン）
- Echocalypse -緋紅の神約-（李瑾）
- 勝利の女神：NIKKE（ポリ）

2023年
- DEAD OR ALIVE Xtreme Venus Vacation（ゆきの）
- 無期迷途（ガオ）
- ラブライブ! スクールアイドルフェスティバル2 MIRACLE LIVE!（2023年 - 2024年、桜坂しずく）
- ブラウンダスト2（ディアナ）
- サンローラン騎士団（ニーナ）
- ONE.（七瀬留美）
- メメントモリ（ウィーラ）
- 幻塔（煙渺）

2024年
- 制服カノジョ（許斐ゆい）
- 城とドラゴン（グリドラガール）
- 崩壊:スターレイル（霊砂）
- 護縁（ユッシ・ユキ）
- 逆転オセロニア（シャウラ）
- 2.5次元の誘惑 天使たちのステージ（天乃リリサ）
- レゾナンス:無限号列車（シズル）
- カルドアンシェル（ノワール・スプルース）

2025年
- 制服カノジョ2（許斐ゆい）
- ユミアのアトリエ ～追憶の錬金術士と幻創の地～（アイラ・フォン・デューラー）
- レスレリアーナのアトリエ 〜千の国々と万物の管理者〜（アイラ・フォン・デューラー）
- ラブライブ!虹ヶ咲学園スクールアイドル同好会 トキメキの未来地図（桜坂しずく）

### ドラマCD
- TVアニメ/データカードダス『アイカツ!』&『アイカツスターズ!』スペシャルドラマCD（2018年、双葉アリア）
- ウマ娘 プリティーダービー STARTING GATE 12（2018年、ナイスネイチャ）
- 真郷街ーまきょうがいー（2023年、お嬢[137]）

### ASMR
- 圧倒的添い寝CD 〜素直クールな後輩に甘えて癒されちゃう〜（2021年、後輩）
- いせいこうりゅう -相部屋、優しくてイジワルな金星人と。-（2021年、金星人）
- うなずき彼女〜彼女と過ごす、いちゃラブじかん〜（2021年、白石彗音）
- 日本酒のおとも -キツネ姉妹とほんわか宅飲み-（2022年、彗）
- おしごとねいろ 〜パティシエール編〜（2022年、天野花梨）
- やおよろ温泉郷 〜犬神くおんの甘えたい気持ちが隠せない一生懸命な優勝ご奉仕～（2022年、犬神くおん）
- 白河夜船へようこそ –まよりがお耳を気持ちよ～くするのですっ!–（2022年、まより）

### デジタルコミック
- にじよん（2020年 - 2021年、桜坂しずく） - 2シリーズ[一覧 9]
- 中の人（2023年、みねね[138]）

### 吹き替え
- スリーピー・ホロウ ファイナル・シーズン（2017年、モリー・トーマス[139]）
- 死霊のはらわた ライジング（2024年、テレサ[140]）※Netflix版

### テレビ番組
- みんなで語る番組 かたりぽTV まっち×ボイス♪（2019年6月8日・7月6日、TOKYO MX）[141][142][143][144]
- アニゲー☆イレブン!（2023年10月6日 - 、BS11）MC

### ラジオ
※はインターネット配信。
- バドミントンガールズ 〜聖ラファエル学院放送部〜（2018年 - 2019年、ラジオ関西・音泉※）[145]
- 小山百代と前田佳織里のA＆Geee！（2019年 - 2021年、超!A&G+※）[146][147]
- ラブライブ!虹ヶ咲学園 〜おはよう放送室〜（2020年 - 2022年、HiBiKi Radio Station※）[148]
- 富田美憂・前田佳織里の“調査のご依頼、お待ちしてます！”（2020年 - 、音泉※）[149]
- 青山吉能と前田佳織里 金曜日のしじみ（2021年 -、ニッポン放送 PODCAST STATION※）[150]
- 前田佳織里・ファイル―ズあいのFUN'S PROJECT LAB（2021年 - 2022年、文化放送）
- 旅はにラジオ（2021年、Radiotalk※）[151]
- 前田佳織里の進め!前田号（2022年 - 2024年、超!A&G+※）[152]
- 鬼頭明里と前田佳織里のいせれべらじお（2023年、音泉※）[153]
- 前田佳織里の「ぽんのみち」へのみち！（2023年 - 2024年、音泉※）[154]

### インターネット放送
- かおりんがゆく!〜国王奮闘日誌〜（2020年 - 2021年、ニコニコチャンネル）[155]
- 声優e-Sports部（2020年 -、Youtube）[156]
- AMUSE VOICE ACTORS CHANNEL（2020年 -、Youtube）[157]
- 前田佳織里の世界攻略計画（2021年 - 、ニコニコチャンネル+）[158]

### バラエティ
- 古畑前田のえにし酒（2019年10月6日 - 2020年3月29日、BS日テレ）[159][160]

### 舞台
- 初等教育ロイヤル（2018年4月4日 - 4月8日、シアターサンモール） - 2年生中村さん 役[161]
- 新聞物語（2018年5月9日 - 5月10日、野方区民ホール） - 藤沢アーニャ 役[162]
- アサルトリリィ League of Gardens（2020年1月9日 - 1月15日、新宿FACE） - 今叶星 役[163]

### 朗読劇
- 朗読劇「星降る街」（2022年7月10日） - 詩織 役[164][165]
- キミに贈る朗読会『春とみどり』（2024年4月28日） - 雪平みどり 役[166][167]
- リーディングホラー『親指さがし』（2024年7月6日） - 高田知恵 役[168]
- SF空想科学朗読劇『宇宙戦争』(2025年1月13日） - 妻、弟 役 他[169][170]
- 朗読劇『あの花が咲く丘で、君とまた出会えたら。』（2025年7月6日） - 百合 役[171]

### CM
- 太田胃散（2019年）- 番組「古畑前田のえにし酒」中のコラボCM

### イベント
- 北九州マラソン2025 ファンランスターター（2025年5月）[172]

### その他コンテンツ
- 日本循環器学会 STOP−MI（心筋梗塞）キャンペーン（2016年 - ）
  - WEB CM（ナレーション）
  - ショートアニメ「ミイちゃん物語」（ミイちゃん）
- 温泉むすめ（2017年、強羅かんな[173]）
- バドミントンガールズ（2018年、名取茉莉愛[174]）
- 隣の君が一番かわいい コミックス発売 PV（2021年、小日向あかり[175]）
- かまいガチ（2021年8月13日、テレビ朝日、ナレーション）
- 宅録ぼっちのおれが、あの天才美少女のゴーストライターになるなんて。 劇中歌『わたしのうた』 MV（2021年、amane[176]）
- 十五少女（2021年、馬場園カコ[177]）
- オーディオブック『ラブライブ!虹ヶ咲学園スクールアイドル同好会 素顔のフォトエッセイシリーズ RainbowDays〜桜坂しずく〜』（2022年、桜坂しずく）
- 創彩少女庭園（2022年 - 、一条星羅[178]）
- あるあるCity公式アンバサダー（2022年7月22日 - 2025年7月20日[179]）
- 武神伝 生贄に捧げられた俺は、神に拾われ武を極める PV（2023年、ナレーション、リーズ、レクシア[180][181]）
- ボイスドラマ『幕末動乱美少女伝』（2024年、坂本龍馬）
- ボイスドラマ『戦国繚乱美少女伝』（2025年、武田信玄、前田慶次）

## ディスコグラフィ

### アルバム

#### EP
|        | 発売日        | タイトル       | 規格品番          | 規格品番  | オリコン 最高位 |
| CD+DVD | 発売日        | タイトル       | CD                |           | オリコン 最高位 |
| ------ | ------------- | -------------- | ----------------- | --------- | --------------- |
| 1st    | 2023年3月15日 | 未完成STAR     | AZZS-135 (CD+DVD) | AZCS-1113 | 10位            |
| 2nd    | 2024年6月5日  | Grab the World | AZZS-151 (CD+BD)  | AZCS-1126 | 15位            |
| 3rd    | 2025年3月19日 | I’m ready！    | AZZS-162 (CD+BD)  | AZCS-1133 | 48位            |

### 配信シングル
| 発売日         | タイトル   | 備考                                                               |
| -------------- | ---------- | ------------------------------------------------------------------ |
| 2024年11月29日 | ゆめガール | ジャケットイラストは、 イラストレーターの おむたつが手掛けている。 |

### タイアップ曲
| 楽曲                 | タイアップ                                                                  | 時期   |
| -------------------- | --------------------------------------------------------------------------- | ------ |
| 光ったコインが示す方 | テレビアニメ『老後に備えて異世界で8万枚の金貨を貯めます』オープニングテーマ | 2023年 |
| 常識外れヒューマン   | テレビアニメ『月が導く異世界道中 第二幕』エンディングテーマ                 | 2024年 |
| キュンアピ           | テレビアニメ『黒岩メダカに私の可愛いが通じない』エンディングテーマ          | 2025年 |

### キャラクターソング
| 発売日         | 商品名                                                                                            | 歌 | 楽曲 | 備考                                                                           |
| -------------- | ------------------------------------------------------------------------------------------------- | --- | --- | ------------------------------------------------------------------------------ |
| 2018年6月13日  | ウマ娘 プリティーダービー STARTING GATE 12                                                        | マンハッタンカフェ（小倉唯）、エアシャカール（津田美波）、ナイスネイチャ（前田佳織里） | 「Go This Way」 「うまぴょい伝説」                                                                         | ゲーム『ウマ娘 プリティーダービー 』関連曲                                     |
| 2018年6月13日  | ウマ娘 プリティーダービー STARTING GATE 12                                                        | ナイスネイチャ（前田佳織里） | 「アウト・オブ・トライアングル」                                                                           | ゲーム『ウマ娘 プリティーダービー 』関連曲                                     |
| 2018年7月25日  | ウマ娘 プリティーダービー ANIMATION DERBY 03 Special Record!/Find My Only Way                     | スペシャルウィーク（和氣あず未）、サイレンススズカ（高野麻里佳）、トウカイテイオー（Machico）、ウオッカ（大橋彩香）、ダイワスカーレット（木村千咲）、ゴールドシップ（上田瞳）、メジロマックイーン（大西沙織）、エルコンドルパサー（高橋未奈美）、グラスワンダー（前田玲奈）、セイウンスカイ（鬼頭明里）、キングヘイロー（佐伯伊織）、ハルウララ（首藤志奈）、シンボリルドルフ（田所あずさ）、タイキシャトル（大坪由佳）、エアグルーヴ（青木瑠璃子）、ヒシアマゾン（巽悠衣子）、フジキセキ（松井恵理子）、マルゼンスキー（Lynn）、テイエムオペラオー（徳井青空）、ビワハヤヒデ（近藤唯）、ナリタブライアン（相坂優歌）、オグリキャップ（高柳知葉）、スーパークリーク（優木かな）、タマモクロス（大空直美）、イナリワン（井上遥乃）、ウイニングチケット（渡部優衣）、メジロライアン（土師亜文）、メジロドーベル（久保田ひかり）、ナイスネイチャ（前田佳織里）、エイシンフラッシュ（藤野彩水）、マチカネフクキタル（新田ひより）、メイショウドトウ（和多田美咲）                                                                                      | 「うまぴょい伝説」                                                                                         | テレビアニメ『ウマ娘 プリティーダービー』エンディングテーマ                    |
| 2018年8月29日  | ゴクドルミュージック                                                                              | ゴクドルズ虹組 | 「ゴクドルミュージック」                                                                                   | テレビアニメ『Back Street Girls -ゴクドルズ-』オープニングテーマ               |
| 2018年8月29日  | ゴクドルミュージック                                                                              | ゴクドルズ虹組 | 「星のかたち」                                                                                             | テレビアニメ『Back Street Girls -ゴクドルズ-』エンディングテーマ               |
| 2018年8月29日  | ゴクドルミュージック                                                                              | ゴクドルズ虹組 | 「恋のサカズキ」 「仁義なき恋」 「恋の潰し屋」 「怒ってんの？」 「夢のシマへ」 「宇宙級の愛」 「愛の懲役」 | テレビアニメ『Back Street Girls -ゴクドルズ-』挿入歌                           |
| 2018年11月30日 | smash!!!!!                                                                                        | バドミントンガールズ | 「Side × Side」 「smash!!!!!」 「全力全身DREAMER!」                                                        | メディアミックスプロジェクト『バドミントンガールズ』関連曲                     |
| 2019年6月19日  | フレンズビート！                                                                                  | ジャイアントパンダ（前田佳織里）とレッサーパンダ（遠野ひかる） | 「ふたりはパンダ」                                                                                         | テレビアニメ『けものフレンズ2』関連曲                                          |
| 2020年2月26日  | 神田川JET GIRLS BD・DVD第2巻特典CD                                                                | 白石マナツ（安済知佳）、緑川ゆず（前田佳織里） | 「BLACK or WHITE」                                                                                         | テレビアニメ『神田川JET GIRLS』関連曲                                          |
| 2020年4月29日  | 百華繚乱 弐                                                                                       | 燭台切光忠（白城なお）、千子村正（前田佳織里）、鶴丸国永（本泉莉奈） | 「胸キュンサマーにCheck In, Please♪」                                                                      | ゲーム『天華百剣 -斬-』関連曲                                                  |
| 2020年5月27日  | Never Let You Go!/プラスマイナスゼロの法則                                                        | 新越谷高校女子野球部 | 「プラスマイナスゼロの法則」                                                                               | テレビアニメ『球詠』エンディングテーマ                                         |
| 2020年5月27日  | Never Let You Go!/プラスマイナスゼロの法則                                                        | 武田詠深（前田佳織里） | 「プラスマイナスゼロの法則」                                                                               | テレビアニメ『球詠』関連曲                                                     |
| 2021年3月16日  | Searchlight ―夢とうつつの物語―                                                                    | KiraraTerzett | 「Searchlight ―夢とうつつの物語―」                                                                         | ゲーム『きららファンタジア』第2部主題歌                                        |
| 2021年3月17日  | ウマ娘 プリティーダービー WINNING LIVE 01                                                         | スペシャルウィーク（和氣あず未）、サイレンススズカ（高野麻里佳）、トウカイテイオー（Machico）、マルゼンスキー（Lynn）、オグリキャップ（高柳知葉）、ゴールドシップ（上田瞳）、ウオッカ（大橋彩香）、ダイワスカーレット（木村千咲）、タイキシャトル（大坪由佳）、グラスワンダー（前田玲奈）、メジロマックイーン（大西沙織）、エルコンドルパサー（髙橋ミナミ）、シンボリルドルフ（田所あずさ）、エアグルーヴ（青木瑠璃子）、マヤノトップガン（星谷美緒）、メジロライアン（土師亜文）、ライスシャワー（石見舞菜香）、アグネスタキオン（上坂すみれ）、ウイニングチケット（渡部優衣）、サクラバクシンオー（三澤紗千香）、スーパークリーク（優木かな）、ハルウララ（首藤志奈）、マチカネフクキタル（新田ひより）、ナイスネイチャ（前田佳織里）、キングヘイロー（佐伯伊織） | 「GIRLS' LEGEND U」                                                                                        | ゲーム『ウマ娘 プリティーダービー』オープニングテーマ                          |
| 2021年3月17日  | ウマ娘 プリティーダービー WINNING LIVE 01                                                         | スペシャルウィーク（和氣あず未）、サイレンススズカ（高野麻里佳）、トウカイテイオー（Machico）、マルゼンスキー（Lynn）、オグリキャップ（高柳知葉）、ゴールドシップ（上田瞳）、ウオッカ（大橋彩香）、ダイワスカーレット（木村千咲）、タイキシャトル（大坪由佳）、グラスワンダー（前田玲奈）、メジロマックイーン（大西沙織）、エルコンドルパサー（髙橋ミナミ）、シンボリルドルフ（田所あずさ）、エアグルーヴ（青木瑠璃子）、マヤノトップガン（星谷美緒）、メジロライアン（土師亜文）、ライスシャワー（石見舞菜香）、アグネスタキオン（上坂すみれ）、ウイニングチケット（渡部優衣）、サクラバクシンオー（三澤紗千香）、スーパークリーク（優木かな）、ハルウララ（首藤志奈）、マチカネフクキタル（新田ひより）、ナイスネイチャ（前田佳織里）、キングヘイロー（佐伯伊織） | 「うまぴょい伝説」                                                                                         | ゲーム『ウマ娘 プリティーダービー』関連曲                                      |
| 2021年3月17日  | ウマ娘 プリティーダービー WINNING LIVE 01                                                         | オグリキャップ（高柳知葉）、ウオッカ（大橋彩香）、タイキシャトル（大坪由佳）、エルコンドルパサー（髙橋ミナミ）、サクラバクシンオー（三澤紗千香）、ビコーペガサス（田中あいみ）、ナイスネイチャ（前田佳織里）、キングヘイロー（佐伯伊織） | 「本能スピード」                                                                                           | ゲーム『ウマ娘 プリティーダービー』関連曲                                      |
| 2021年3月31日  | ウマ娘 プリティーダービー ANIMATION DERBY Season 2 vol.3 Original Sound Track                     | トウカイテイオー（Machico）、ビワハヤヒデ（近藤唯）、ナイスネイチャ（前田佳織里） | 「ユメヲカケル！（TV Size） [13話Ver.]」                                                                   | テレビアニメ『ウマ娘 プリティーダービー Season 2』挿入歌                       |
| 2021年3月31日  | ウマ娘 プリティーダービー ANIMATION DERBY Season 2 vol.3 Original Sound Track                     | スペシャルウィーク（和氣あず未）、サイレンススズカ（高野麻里佳）、トウカイテイオー（Machico）、ウオッカ（大橋彩香）、ダイワスカーレット（木村千咲）、ゴールドシップ（上田瞳）、メジロマックイーン（大西沙織）、シンボリルドルフ（田所あずさ）、ナイスネイチャ（前田佳織里）、ツインターボ（花井美春）、イクノディクタス（田澤茉純）、マチカネタンホイザ（遠野ひかる）、メジロパーマー（のぐちゆり）、ダイタクヘリオス（山根綺）、ミホノブルボン（長谷川育美）、ライスシャワー（石見舞菜香）、ビワハヤヒデ（近藤唯）、ナリタタイシン（渡部恵子）、ウイニングチケット （渡部優衣）、キタサンブラック（矢野妃菜喜）、サトノダイヤモンド（立花日菜）、マルゼンスキー（Lynn）、マヤノトップガン（星谷美緒）、ヒシアケボノ（松嵜麗）、エアグルーヴ（青木瑠璃子）、マチカネフクキタル（新田ひより）、メイショウドトウ（和多田美咲）、セイウンスカイ（鬼頭明里）、グラスワンダー（前田玲奈）、エルコンドルパサー（髙橋ミナミ）、サクラバクシンオー（三澤紗千香）、メジロライアン（土師亜文）、メジロドーベル（久保田ひかり）、ナリタブライアン（衣川里佳） | 「うまぴょい伝説（TV Size）」                                                                              | テレビアニメ『ウマ娘 プリティーダービー Season 2』エンディングテーマ           |
| 2021年7月21日  | 百華繚乱 参                                                                                       | 今剣（畑中万里江）、千子村正（前田佳織里）、三ツ鱗紋兼若（南早紀） | 「Naughty night, Magical night」                                                                           | ゲーム『天華百剣 -斬-』関連曲                                                  |
| 2021年8月28日  | 3rd EVENT WINNING DREAM STAGE Solo Vocal Tracks Vol.1                                             | ナイスネイチャ（前田佳織里） | 「本能スピード（Game Size）」                                                                              | ゲーム『ウマ娘 プリティーダービー』関連曲                                      |
| 2021年8月28日  | 3rd EVENT WINNING DREAM STAGE Solo Vocal Tracks Vol.2                                             | ナイスネイチャ（前田佳織里） | 「ユメヲカケル！」                                                                                         | テレビアニメ『ウマ娘 プリティーダービー Season 2』関連曲                       |
| 2021年9月8日   | Edel Lilie（Last Bullet MIX）                                                                     | 一柳梨璃（赤尾ひかる）、白井夢結（夏吉ゆうこ）、相澤一葉（藤井彩加）、今叶星（前田佳織里） | 「Edel Lilie（Last Bullet MIX）」                                                                          | ゲーム『アサルトリリィ Last Bullet』オープニングテーマ                         |
| 2021年9月8日   | Edel Lilie（Last Bullet MIX）                                                                     | 一柳梨璃（赤尾ひかる）、白井夢結（夏吉ゆうこ）、相澤一葉（藤井彩加）、今叶星（前田佳織里） | 「きゃんとすとっぷ・ふるーてぃー」                                                                         | Webアニメ『アサルトリリィ ふるーつ』主題歌                                     |
| 2021年9月8日   | Edel Lilie（Last Bullet MIX） グラン・エプレVer.                                                  | グラン・エプレ | 「Multicolored flowers」                                                                                   | ゲーム『アサルトリリィ Last Bullet』関連曲                                     |
| 2022年2月9日   | Neunt Praeludium（Last Bullet MIX） グラン・エプレVer.                                            | 一柳梨璃（赤尾ひかる）、白井夢結（夏吉ゆうこ）、相澤一葉（藤井彩加）、今叶星（前田佳織里） | 「Neunt Praeludium（Last Bullet MIX）」                                                                    | ゲーム『アサルトリリィ Last Bullet』関連曲                                     |
| 2022年2月9日   | Neunt Praeludium（Last Bullet MIX） グラン・エプレVer.                                            | グラン・エプレ | 「蕾の中の奇跡」 「Treasure Every Day!」                                                                   | ゲーム『アサルトリリィ Last Bullet』関連曲                                     |
| 2022年2月9日   | Neunt Praeludium（Last Bullet MIX）Blu-ray付生産限定盤                                            | アサルトリリィ Last Bullet | 「蕾の中の奇跡」                                                                                           | ゲーム『アサルトリリィ Last Bullet』関連曲                                     |
| 2022年3月16日  | ウマ娘 プリティーダービー WINNING LIVE 04                                                         | ナイスネイチャ（前田佳織里）、マチカネタンホイザ（遠野ひかる）、イクノディクタス（田澤茉純）、ツインターボ（花井美春） | 「ユメヲカケル！」                                                                                         | ゲーム『ウマ娘 プリティーダービー』関連曲                                      |
| 2022年3月16日  | ウマ娘 プリティーダービー WINNING LIVE 04                                                         | マルゼンスキー（Lynn）、オグリキャップ（高柳知葉）、メジロマックイーン（大西沙織）、ナリタブライアン（衣川里佳）、シンボリルドルフ（田所あずさ）、タマモクロス（大空直美）、マンハッタンカフェ（小倉唯）、エイシンフラッシュ（藤野彩水）、スーパークリーク（優木かな）、ナイスネイチャ（前田佳織里）、マチカネタンホイザ（遠野ひかる）、イクノディクタス（田澤茉純）、ツインターボ（花井美春）、サトノダイヤモンド（立花日菜）、キタサンブラック（矢野妃菜喜）、サクラチヨノオー（野口瑠璃子）、メジロアルダン（会沢紗弥）、ヤエノムテキ（日原あゆみ） | 「うまぴょい伝説」                                                                                         | ゲーム『ウマ娘 プリティーダービー』関連曲                                      |
| 2022年4月27日  | ウマ娘 プリティーダービー WINNING LIVE 05                                                         | アグネスデジタル（鈴木みのり）、マヤノトップガン（星谷美緒）、スマートファルコン（大和田仁美）、ニシノフラワー（河井晴菜）、ハルウララ（首藤志奈）、マーベラスサンデー（三宅麻理恵）、ナイスネイチャ（前田佳織里）、ツインターボ（花井美春） | 「RUN×RUN!」                                                                                               | ゲーム『ウマ娘 プリティーダービー』関連曲                                      |
| 2022年4月27日  | ウマ娘 プリティーダービー WINNING LIVE 05                                                         | スペシャルウィーク（和氣あず未）、サイレンススズカ（高野麻里佳）、トウカイテイオー（Machico）、オグリキャップ（高柳知葉）、ゴールドシップ（上田瞳）、メジロマックイーン（大西沙織）、テイエムオペラオー（徳井青空）、ナリタブライアン（衣川里佳）、シンボリルドルフ（田所あずさ）、アグネスデジタル（鈴木みのり）、タマモクロス（大空直美）、マヤノトップガン（星谷美緒）、メジロライアン（土師亜文）、アドマイヤベガ（咲々木瞳）、サクラバクシンオー（三澤紗千香）、スマートファルコン（大和田仁美）、ニシノフラワー（河井晴菜）、ハルウララ（首藤志奈）、マーベラスサンデー（三宅麻理恵）、ミスターシービー（天海由梨奈）、メジロドーベル（久保田ひかり）、ナイスネイチャ（前田佳織里）、マチカネタンホイザ（遠野ひかる）、ツインターボ（花井美春）、サトノダイヤモンド（立花日菜）、キタサンブラック（矢野妃菜喜）、サクラチヨノオー（野口瑠璃子）、メジロアルダン（会沢紗弥）、ヤエノムテキ（日原あゆみ）、ナリタトップロード（中村カンナ） | 「うまぴょい伝説」                                                                                         | ゲーム『ウマ娘 プリティーダービー』関連曲                                      |
| 2022年8月3日   | 『フラ・フラダンス』Blu-ray完全生産限定版特典CD                                                   | いついろディライト | 「ありがとFOR YOU」                                                                                        | 劇場アニメ『フラ・フラダンス』挿入歌                                           |
| 2022年8月3日   | Diverse                                                                                           | 今叶星（前田佳織里） | 「Dears&Tears」                                                                                            | 『アサルトリリィ』関連曲                                                       |
| 2022年10月4日  | ウマ娘 プリティーダービー Solo Vocal Tracks Vol.5 －4th EVENT SPECIAL DREAMERS!! EXTRA STAGE－    | ナイスネイチャ（前田佳織里） | 「We are DREAMERS!!（Game Size）」                                                                         | ゲーム『ウマ娘 プリティーダービー』関連曲                                      |
| 2023年2月8日   | ウマ娘 プリティーダービー WINNING LIVE 10                                                         | トウカイテイオー（Machico）、マルゼンスキー（Lynn）、タイキシャトル（大坪由佳）、グラスワンダー（前田玲奈）、メジロライアン（土師亜文）、ナイスネイチャ（前田佳織里）、ダイタクヘリオス（山根綺）、サクラチヨノオー（野口瑠璃子）、ツルマルツヨシ（青山吉能）、ヤマニンゼファー（今泉りおな）、シンボリクリスエス（春川芽生）、タニノギムレット（松岡美里）、ダイイチルビー（礒部花凜）、ケイエスミラクル（佐藤日向） | 「うまぴょい伝説」                                                                                         | ゲーム『ウマ娘 プリティーダービー』関連曲                                      |
| 2023年2月8日   | ウマ娘 プリティーダービー WINNING LIVE 10                                                         | トウカイテイオー（Machico）、マルゼンスキー（Lynn）、タイキシャトル（大坪由佳）、グラスワンダー（前田玲奈）、メジロライアン（土師亜文）、ナイスネイチャ（前田佳織里）、サクラチヨノオー（野口瑠璃子）、ツルマルツヨシ（青山吉能） | 「トレセン体操」                                                                                           | ゲーム『ウマ娘 プリティーダービー』関連曲                                      |
| 2023年6月7日   | イジらないで、長瀞さん 2nd Attack BD第4巻特典CD                                                   | 折原（前田佳織里） | 「一歩だって」                                                                                             | テレビアニメ『イジらないで、長瀞さん 2nd Attack』関連曲                        |
| 2023年7月26日  | プリンセスコネクト！Re:Dive PRICONNE CHARACTER SONG 34                                            | ペコリーヌ（M・A・O）、コッコロ（伊藤美来）、キャル（立花理香）、リリ（鈴木みのり）、クリア（前田佳織里）、プレシア（高尾奏音） | 「Precious Journey」                                                                                       | ゲーム『プリンセスコネクト！Re:Dive』第3部メインテーマ                         |
| 2023年11月8日  | トウメイダイアリー/Wish Drop                                                                      | 一柳梨璃（赤尾ひかる）、白井夢結（夏吉ゆうこ）、相澤一葉（藤井彩加）、飯島恋花（石飛恵里花）、今叶星（前田佳織里）、宮川高嶺（礒部花凜） | 「Wish Drop」                                                                                              | ゲーム『アサルトリリィ Last Bullet』2.5周年テーマ曲                            |
| 2023年11月8日  | トウメイダイアリー/Wish Drop                                                                      | 一柳梨璃（赤尾ひかる）、白井夢結（夏吉ゆうこ）、相澤一葉（藤井彩加）、今叶星（前田佳織里） | 「Wish Drop（Last Bullet ver.）」                                                                          | ゲーム『アサルトリリィ Last Bullet』関連曲                                     |
| 2024年1月10日  | TVアニメ『ウマ娘 プリティーダービー Season 3』ANIMATION DERBY Season 3 vol.3 Original Sound Track | キタサンブラック（矢野妃菜喜）、サトノダイヤモンド（立花日菜）、サトノクラウン（鈴代紗弓）、シュヴァルグラン（夏吉ゆうこ）、サウンズオブアース（MAKIKO）、ドゥラメンテ（秋奈）、トウカイテイオー（Machico）、メジロマックイーン（大西沙織）、ゴールドシップ（上田瞳）、スペシャルウィーク（和氣あず未）、サイレンススズカ（高野麻里佳）、ウオッカ（大橋彩香）、ダイワスカーレット（木村千咲）、ナイスネイチャ（前田佳織里）、ツインターボ（花井美春）、イクノディクタス（田澤茉純）、マチカネタンホイザ（遠野ひかる）、ロイスアンドロイス（田辺留依）、ヴィルシーナ（奥野香耶）、ヴィブロス（伊藤彩沙）、シンボリルドルフ（田所あずさ）、エアグルーヴ（青木瑠璃子）、ミホノブルボン（長谷川育美）、ライスシャワー（石見舞菜香）、サクラバクシンオー（三澤紗千香）、トーセンジョーダン（鈴木絵理）、マチカネフクキタル（新田ひより）、メイショウドトウ（和多田美咲）、メジロパーマー（のぐちゆり）、ダイタクヘリオス（山根綺）、コパノリッキー（稲垣好）                                                                                            | 「うまぴょい伝説」                                                                                         | テレビアニメ『ウマ娘 プリティーダービー Season 3』エンディングテーマ           |
| 2024年1月24日  | ウマ娘 プリティーダービー WINNING LIVE 15                                                         | スペシャルウィーク（和氣あず未）、ライスシャワー（石見舞菜香）、スマートファルコン（大和田仁美）、トーセンジョーダン（鈴木絵理）、ナイスネイチャ（前田佳織里）、キングヘイロー（佐伯伊織）、メジロパーマー（のぐちゆり）、ツルマルツヨシ（青山吉能）、サクラローレル（真野美月）、ヒシミラクル（春日さくら） | 「Comeback Story V」                                                                                       | ゲーム『ウマ娘 プリティーダービー』関連曲                                      |
| 2024年1月24日  | ウマ娘 プリティーダービー WINNING LIVE 15                                                         | スペシャルウィーク（和氣あず未）、ライスシャワー（石見舞菜香）、スマートファルコン（大和田仁美）、ゼンノロブロイ（照井春佳）、トーセンジョーダン（鈴木絵理）、ナイスネイチャ（前田佳織里）、キングヘイロー（佐伯伊織）、メジロパーマー（のぐちゆり）、サトノダイヤモンド（立花日菜）、キタサンブラック（矢野妃菜喜）、ツルマルツヨシ（青山吉能）、サクラローレル（真野美月）、ネオユニヴァース（白石晴香）、ヒシミラクル（春日さくら） | 「うまぴょい伝説」                                                                                         | ゲーム『ウマ娘 プリティーダービー』関連曲                                      |
| 2024年1月31日  | プリンセスコネクト！Re:Dive PRICONNE CHARACTER SONG 37                                            | リリ（鈴木みのり）、クリア（前田佳織里）、プレシア（高尾奏音） | 「イリドロータス」                                                                                         | ゲーム『プリンセスコネクト！Re:Dive』挿入歌                                    |
| 2024年1月31日  | プリンセスコネクト！Re:Dive PRICONNE CHARACTER SONG 37                                            | クリア（前田佳織里） | 「イリドロータス」                                                                                         | ゲーム『プリンセスコネクト！Re:Dive』関連曲                                    |
| 2024年2月7日   | 運命のトリニティ                                                                                  | 新生グラン・エプレ | 「Overcast Sky」                                                                                           | ゲーム『アサルトリリィ Last Bullet』関連曲                                     |
| 2024年2月7日   | 運命のトリニティ                                                                                  | グラン・エプレ | 「Overcast Sky（グラン・エプレver.）」                                                                     | ゲーム『アサルトリリィ Last Bullet』関連曲                                     |
| 2024年2月7日   | 運命のトリニティ                                                                                  | 今叶星（前田佳織里）、宮川高嶺（礒部花凜） | 「Wish Drop（叶星＆高嶺ver.）」                                                                            | ゲーム『アサルトリリィ Last Bullet』関連曲                                     |
| 2024年4月26日  | 私達だけの新ユートピア！                                                                          | 十返舎なしこ（前田佳織里） | 「私達だけの新ユートピア！」                                                                               | テレビアニメ『ぽんのみち』関連曲                                               |
| 2024年8月28日  | Watch Me                                                                                          | 天乃リリサ（前田佳織里)、橘美花莉（鬼頭明里） | 「Watch Me」                                                                                               | テレビアニメ『2.5次元の誘惑』エンディングテーマ                                |
| 2024年8月28日  | Watch Me                                                                                          | 天乃リリサ（前田佳織里)、橘美花莉（鬼頭明里） | 「逢い合い傘」                                                                                             | テレビアニメ『2.5次元の誘惑』関連曲                                            |
| 2024年10月24日 | カルドアンシェル パッケージ限定版付属サウンドトラックCD                                           | ノワール・スプルース（前田佳織里） | Fake Lovers」                                                                                              | ゲーム『カルドアンシェル』関連曲                                               |
| 2024年11月17日 | Only feat.ナルセーナ（CV：前田佳織里）                                                            | ナルセーナ（前田佳織里） | 「Only feat. ナルセーナ（CV：前田佳織里）」                                                                | テレビアニメ『パーティーから追放されたその治癒師、実は最強につき』関連曲。     |
| 2024年12月18日 | Release Sigh                                                                                      | 天乃リリサ（前田佳織里)、橘美花莉（鬼頭明里）、ノノア（鈴代紗弓）、喜咲アリア（渡部紗弓） | 「Release Sigh」                                                                                           | テレビアニメ『2.5次元の誘惑』エンディングテーマ                                |
| 2024年12月18日 | Release Sigh                                                                                      | 天乃リリサ（前田佳織里) | 「Release Sigh ballade ver.」 「Watch Me リリサver.」                                                      | テレビアニメ『2.5次元の誘惑』関連曲                                            |
| 2025年5月7日   | 君の知らないこと feat. 日下部栞奈（CV：前田佳織里）                                               | 日下部栞奈（前田佳織里） | 「君の知らないこと feat. 日下部栞奈（CV：前田佳織里）」                                                    | テレビアニメ『中禅寺先生物怪講義録 先生が謎を解いてしまうから。』関連曲        |
| 2025年6月25日  | クラスの大嫌いな女子と結婚することになった。5 完全生産限定版 Blu-ray&DVD 特典CD                   | 桜森真帆（前田佳織里） | 「スキキライも追い越して 〜真帆ver.〜」                                                                    | テレビアニメ『クラスの大嫌いな女子と結婚することになった。』エンディングテーマ |
| 2025年7月30日  | クラスの大嫌いな女子と結婚することになった。6 完全生産限定版 Blu-ray&DVD 特典CD                   | 桜森朱音（矢野妃菜喜）、石倉陽鞠（鈴代紗弓）、北条糸青（稗田寧々）、桜森真帆（前田佳織里） | 「スキキライも追い越して 〜4人ver.〜」                                                                     | テレビアニメ『クラスの大嫌いな女子と結婚することになった。』エンディングテーマ |
| 2025年8月15日  | 青春ハイライト                                                                                    | 天乃リリサ（前田佳織里） | 「青春ハイライト」                                                                                         | ゲーム『2.5次元の誘惑 天使たちのステージ』関連曲                               |
| 2025年8月15日  | カメラ越しのジレンマ                                                                              | 天乃リリサ（前田佳織里） | 「カメラ越しのジレンマ」                                                                                   | ゲーム『2.5次元の誘惑 天使たちのステージ』関連曲                               |
| 2025年10月22日 | raison d'etre                                                                                     | 一柳梨璃（赤尾ひかる）、白井夢結（夏吉ゆうこ）、相澤一葉（藤井彩加）、松村優珂（集貝はな）、今叶星（前田佳織里）、宮川高嶺（礒部花凜） | 「raison d'être」                                                                                          | ゲーム『アサルトリリィ Last Bullet』4周年テーマ曲                              |
| 2025年10月22日 | raison d'etre                                                                                     | 一柳梨璃（赤尾ひかる）、白井夢結（夏吉ゆうこ）、相澤一葉（藤井彩加）、今叶星（前田佳織里） | 「リリィにバブ・ソングを」                                                                                 | ゲーム『アサルトリリィ Last Bullet』3.5周年テーマ曲                            |
| 2025年10月22日 | raison d'etre                                                                                     | 今叶星（前田佳織里）、宮川高嶺（礒部花凜） | 「raison d'être（叶星&高嶺ver.）」                                                                         | ゲーム『アサルトリリィ Last Bullet』関連曲                                     |

### その他参加作品
| 発売日        | 商品名                                | 歌                               | 楽曲                          | 備考                                                                            |
| ------------- | ------------------------------------- | -------------------------------- | ----------------------------- | ------------------------------------------------------------------------------- |
| 2021年9月17日 | Onsen Theme song Collection album 1st | みゆかおり                       | 「ミステリー？×ミステリー！」 | Webラジオ『富田美憂・前田佳織里の“調査のご依頼、お待ちしてます！”』テーマソング |
| 2022年12月7日 | FIRST CHANNEL                         | AMUSE VOICE ACTORS CHANNEL       | 「Fine! Fine!」               | YouTubeチャンネル『AMUSE VOICE ACTORS CHANNEL』テーマソング                     |
| 2022年12月7日 | FIRST CHANNEL                         | 礒部花凜、前田佳織里、牧野由依   | 「Lucky Me」                  | YouTubeチャンネル『AMUSE VOICE ACTORS CHANNEL』関連曲                           |
| 2022年12月7日 | FIRST CHANNEL                         | 佐藤日向、船戸ゆり絵、前田佳織里 | 「ビッグバン☆エモーション」   | YouTubeチャンネル『AMUSE VOICE ACTORS CHANNEL』関連曲                           |
| 2022年12月7日 | FIRST CHANNEL                         | AMUSE VOICE ACTORS CHANNEL       | 「Secret Promise」            | YouTubeチャンネル『AMUSE VOICE ACTORS CHANNEL』関連曲                           |

## 書籍

### 写真集
- 前田佳織里1st写真集 おとなのかおり（2022年3月11日、秋田書店、ISBN 978-4-253-11109-6）
- 前田佳織里2nd写真集 恋のかおり（2024年10月24日、秋田書店、ISBN 978-4-253-11114-0）

### デジタル写真集
- 前田佳織里2nd写真集【スピンオフデジタル版】 恋のかおり and more... baby’s breath（2025年3月1日、秋田書店）

### 雑誌表紙
- 声優パラダイスR Vol.40（2021年4月）、Vol.44（2021年9月）